# Káptalanfüred
Káptalanfüred Balatonalmádi egyik városrésze. Létrejöttét a balatoni turizmus és fürdőkultúra fejlődésének, nevét pedig a veszprémi káptalannak köszönheti. A káptalan Alsóörs területéhez tartozó, Balatonalmádival szomszédos erdőbirtokait az 1930-as években nyaralótelep kialakítása céljából parcellázták. A terület 1946-ig Zala vármegyéhez tartozott.
A városrész fái, tölgyek, fenyők, cserjék alatt sok száz nyaralóház, üdülő húzódik meg. 
A városban rengeteg vaddisznó él, amire fokozott figyelmet kell fordítani, hiszen bizonyos időszakokban rendkívül agresszívak tudnak lenni.

## Fekvése
A Dunántúl középső részén, a Balaton keleti medencéjének északi partján fekszik. Veszprémtől, a megyeszékhelytől mintegy 14 kilométerre délkeletre található. Balatonalmádi közigazgatási területének nyugati szélén helyezkedik el, a szomszédos Alsóörstől alig 2 kilométer távolságra.
A településrész legfontosabb közúti megközelítési útvonala a 71-es főút, mely végighalad a területén. A főútból itt ágazik ki a Római út néven ismert és valóságban is római eredetűnek tartott útvonal, mely ezen a szakaszán önkormányzati útként húzódik nyugat felé. Veszprém felől Szentkirályszabadja érintésével a 7217-es, vagy Felsőörsön keresztül a 7219-es, majd a 7218-as úton közelíthető meg.
A hazai vasútvonalak közül a Börgönd–Szabadbattyán–Tapolca-vasútvonal érinti, melynek egy megállója van itt; Káptalanfüred megállóhely a településrész délkeleti szélén helyezkedik el, majdnem közvetlenül a 71-es főút mellett.

### Éghajlata
Éghajlatára a kontinentális mellett az óceáni és a mediterrán hatások is befolyással bírnak. A kedvező időjárási viszonyok kialakulásában közrejátszik a Balaton, amely sekély vízmélysége miatt kevés hőt tud elraktározni, de hatása néhány száz méterre – főleg ősszel és tavasszal – érvényesül. (A fentebb leírtak a legtöbb balatoni településre jellemzőek.) Enyhíti a hűvös estéket és a reggeleket. Uralkodó az északnyugati szél. Éves csapadékátlaga 600 mm körüli. A városrész környékén a hazai talajtípusok közül a barna erdőtalajok a legelterjedtebbek.

## Látnivalók

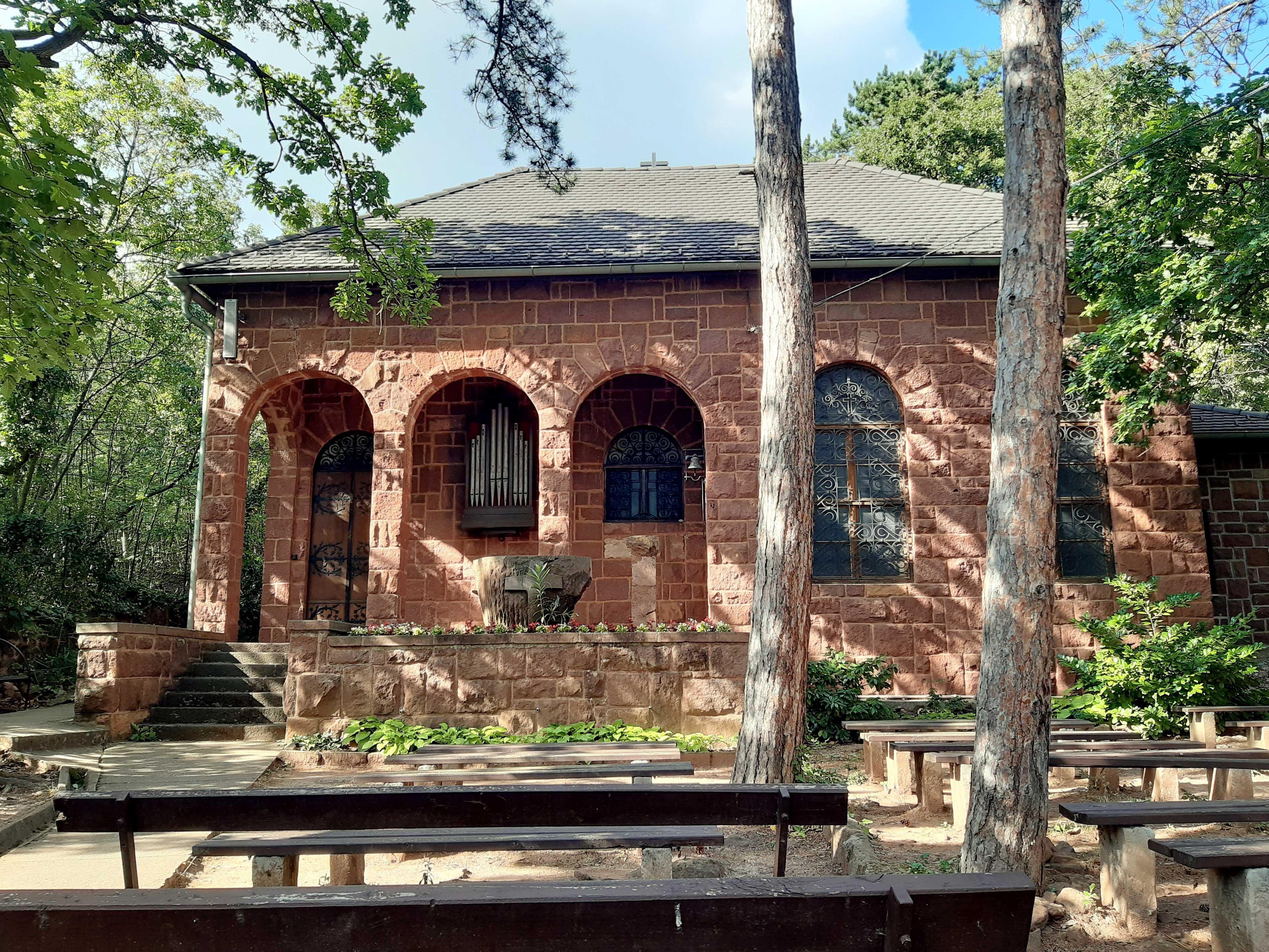
A szabadtéri kápolna

- Angyalos Boldogasszony szabadtéri kápolna (Iskola u. 22.)
- Túraútvonalak a közelben:

Csere-hegyi kilátó
Köcsi-tó tanösvény